# Warwariwka-Brücke
Die Warwariwka-Brücke (ukrainisch Варварівський міст/Warwariwskyj mist, offizieller Name Південнобузький міст Piwdennobuskyj mist; deutsch „Südlicher-Bug-Brücke“) ist eine Drehbrücke über den Südlichen Bug im Süden der Ukraine.
Über die Straßenbrücke führt die internationale Fernstraße M 14, die den im Nordwesten der Stadt Mykolajiw gelegenen Stadtteil Warwariwka auf dem rechten Ufer der Bugmündung mit dem Rest der Stadt auf dem linken Ufer verbindet. Sie wird täglich von 30.000 Fahrzeugen, darunter 7.000 Lastkraftwagen, befahren.
An Stelle der heutigen Brücke befand sich bis Ende März 1944 eine hölzerne Schwimmbrücke, die beim Rückzug deutscher Truppen während des Zweiten Weltkriegs zerstört wurde. Diese wurde kurze Zeit später notdürftig instand gesetzt, aber erst 1946 vollständig repariert.
Der Bau der neuen Brücke wurde 1957 genehmigt, dauerte sieben Jahre und wurde am 18. Juli 1964 vollendet.
Die Brücke hat eine Gesamtlänge von 750,7 m und eine Breite von 15,7 m. Der bewegliche Teil hat eine Länge von 128,7 m und ist um 90° im Uhrzeigersinn drehbar.

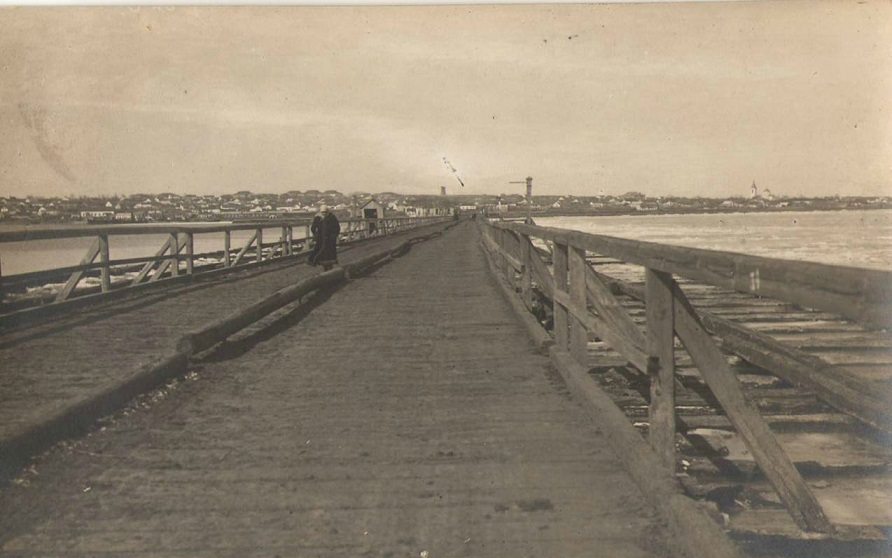
Die Vorgängerbrücke am Beginn des 20. Jahrhunderts
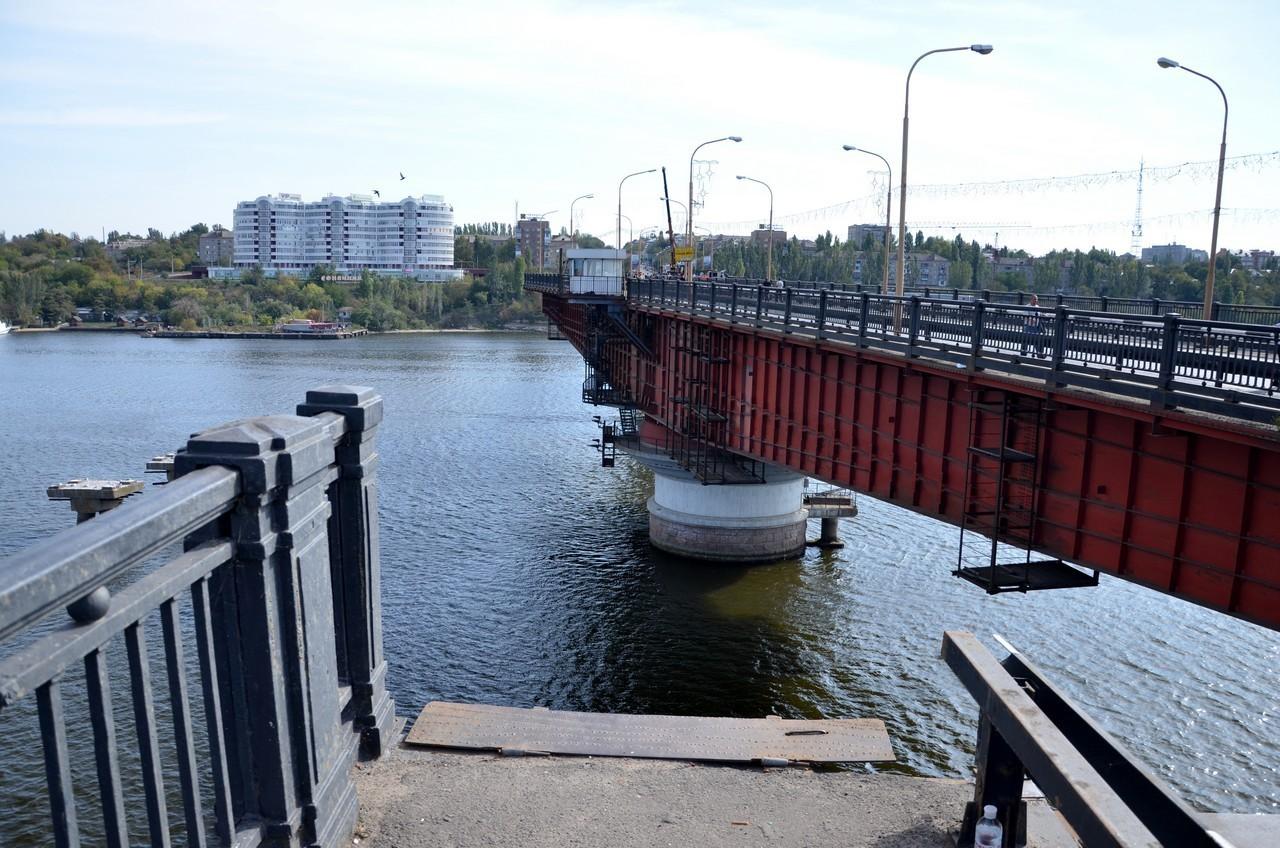
Bewegliches Element in der Brückenmitte